# Сабадсалаш
Сабадсалаш (мађ. Szabadszállás) је град у Мађарској. Сабадсалаш је град у оквиру жупаније Бач-Кишкун.
Сабадсалаш је имао 6.141 становника према подацима из 2010. године.

## Географија
Град Сабадсалаш се налази у средишњем делу Мађарске. Од престонице Будимпеште град је удаљен око 90 километара јужно.
Град се налази у средишњем делу Панонске низије. Надморска висина града је око 95 метара.

## Галерија
- Римокатоличка црква
- Градска кућа
- Средиште Сабадсалаша
- Спортска дворана